# Hodex
Hodex ("Hoger Onderwijs Data EXchange") is een door de Nederlandse universiteiten en hogescholen bekostigde informatiestandaard waarbij opleidingsinformatie kosteloos ter beschikking wordt gesteld aan uitgevers van studiekeuzeinformatie. Het is een niet-commercieel initiatief dat is gestart door de Vereniging van Universiteiten (VNSU). Hodex standaardiseert welke opleidingsinformatie aangeboden wordt, het formaat waarin die informatie aangeboden wordt en de methode waarop die informatie aangeboden wordt. Er wordt informatie vastgelegd over:
- opleidingen
- voorlichtingsactiviteiten
- de onderwijsinstelling

## Onderwijsinstellingen
De 13 Nederlandse universiteiten (verzameld in de VSNU) zijn Hodex begonnen als een proefproject in december 2007. De Hanzehogeschool heeft vanaf de start van deze meegedaan als 14e volwaardige deelnemer.
Na de start zijn steeds meer hogescholen aangesloten. Met enige regelmaat treden nieuwe onderwijsinstellingen aan als deelnemer.
De meeste onderwijsinstellingen bieden alleen nog via Hodex hun studiekeuzeinformatie aan bij studiekeuzepartijen (en niet meer via papieren of online formulieren).

## Studiekeuzepartijen
Aanbieders van studiekeuzesites en studiekeuzegidsen gebruiken Hodex als bron van gestructureerde opleidingsinformatie. Het gebruik is gratis, en er worden geen toelatingseisen gesteld door de onderwijsinstellingen.
Sinds 2010 haalt iedere grote studiekeuze-partij in Nederland haar informatie uit Hodex. Eind 2010 is de Nuffic aangesloten, wat betekent dat ook studiekeuze-informatie voor internationale studenten uit Hodex wordt gehaald.

## Techniek
De Hodex standaard is vastgelegd in XML-Schemas. Alle informatie wordt vastgelegd en gepubliceerd in XML-bestanden. Deze XML-bestanden worden ontsloten via de centrale Hodex-directory. De directory heeft een boomstructuur en begint bij de hoofddirectory op https://web.archive.org/web/20140524004301/http://hodex.nl/hodexDirectory.xml. Van daaruit wordt verwezen naar de Hodex-directories van deelnemende instellingen.
Iedere deelnemende instelling is volledig zelf verantwoordelijk voor de eigen Hodex-feed; voor zowel de implementatie als voor de inhoud. Deze instellingseigen Hodex-feed bestaat uit een directory-bestand, een bestand met instellingsinformatie, een bestand met evenementsinformatie en meerdere opleidingsbestanden. De feed begint met de Hodex-directory van de eigen instelling. In het directory-bestand wordt verwezen naar de bestanden waarin de instelling zichzelf, haar opleidingen en haar evenementen beschrijft.

## Beheer
Hodex is van december 2007 tot februari 2010 in beheer geweest van het projectteam dat de standaard lanceerde. Eind 2009 werd Hodex zo breed ingezet dat er behoefte was aan een formelere beheersorganisatie met vastgelegde procedures. Vanaf februari 2010 is Hodex daarom in beheer gebracht van SURFFoundation. Het eerste gevolg van de onderbrenging bij SURFFoundation was de introductie van een nieuwe RFC-procedure.
Alle universiteiten en hbo-instellingen die zich hebben aangesloten bij Hodex hebben gelijke inspraak in de verdere ontwikkeling van de standaard.